# Neodasys ciritus
Neodasys ciritus är en djurart som tillhör fylumet bukhårsdjur, och som beskrevs av Evans 1992. Neodasys ciritus ingår i släktet Neodasys och familjen Neodasyidae. Inga underarter finns listade i Catalogue of Life.